# Rebecca Heineman
Rebecca Ann Heineman nata come William Salvador (Whittier, 30 ottobre 1963) è una programmatrice e autrice di videogiochi statunitense.
Heineman è stata fondatrice delle società di videogiochi Interplay Productions, Logicware, Contraband Entertainment e Olde Sküül. È amministratrice delegata di Olde Sküül dal 2013.

## Biografia
Heineman è nata e cresciuta a Whittier, in California come William Salvador. Quando era giovane non poteva permettersi di acquistare giochi per il suo Atari 2600, quindi imparò a copiare le cartucce e si costruì una considerevole collezione di videogiochi contraffatti. Infine, insoddisfatta dal fare copie pirata, decodificò il codice della console per capire come fossero stati realizzati i giochi. Nel 1980, Heineman e un amico si recarono a Los Angeles per competere in una sezione regionale di un campionato nazionale di Space Invaders. Sebbene non si aspettasse di rientrare tra i primi 100 concorrenti, vinse la competizione. Nello stesso anno vinse anche il campionato a New York. Heineman è quindi considerata la prima campionessa di un torneo nazionale di videogiochi.

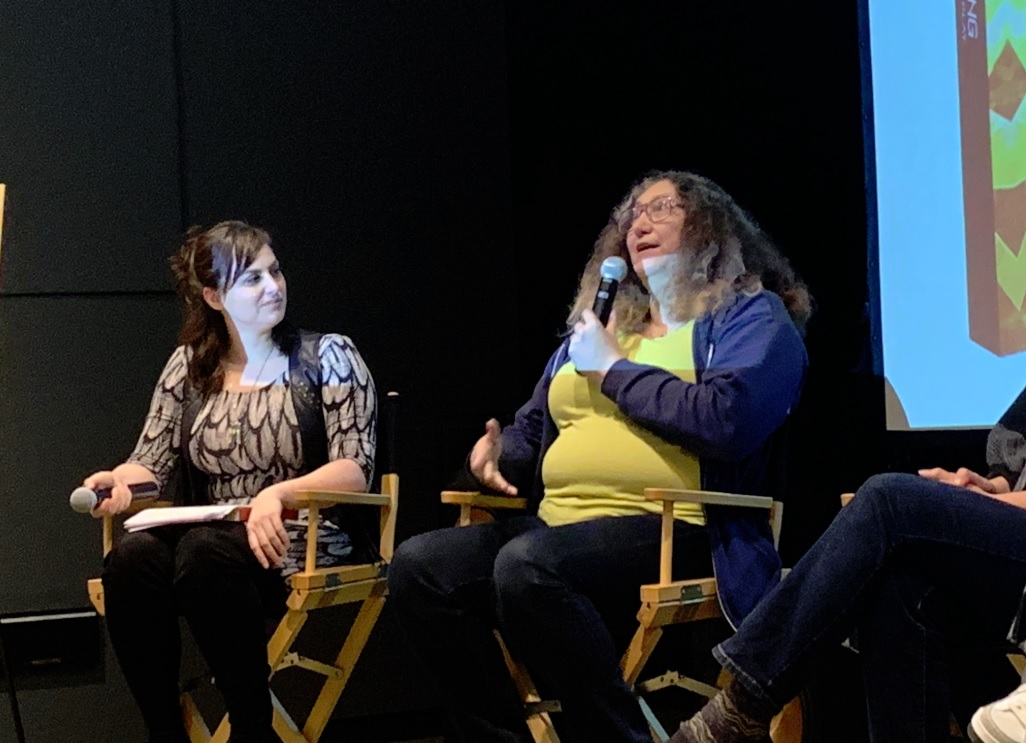
Rebecca Heineman (a destra) alla presentazione del libro Women in Gaming, 2018

Dopo aver vinto il torneo, a Heineman fu offerto un lavoro da scrittore per la rivista mensile Electronic Games e un lavoro di consulenza per un libro intitolato How to Master Video Games. Durante questo periodo, disse a un editore di una rivista di aver decodificato l'Atari 2600, l'editore organizzò un incontro tra Heineman e i proprietari della società di videogiochi Avalon Hill; subito dopo averli incontrati fu assunta come programmatrice. Heineman, che all'epoca aveva 16 anni, si trasferì per il nuovo lavoro, annullando il suo progetto di ottenere un diploma di scuola superiore. Ad Avalon Hill, Heineman creò un manuale per il team di programmazione dell'azienda, il motore di gioco dello studio e il codice di base per diversi progetti software, incluso il suo primo gioco, London Blitz, prima di lasciare l'azienda.
Heineman fece ritorno in California per lavorare per la Boone Corporation. Alla Boone, sviluppò i giochi Chuck Norris Superkicks e Robin Hood, acquisendo conoscenze di sviluppo di videogiochi, di hardware di videogiochi e di programmazione per Commodore 64, Apple II, VIC-20 e IBM. Boone cessò la attività nel 1983, così Heineman si unì a Brian Fargo, Jay Patel e Troy Worrell. I quattro fondarono Interplay Productions. Heineman ha ricoperto il ruolo di lead programmer per l'azienda, lavorando a Wasteland, The Bard's Tale, Out of This World e ai port su Mac OS e 3DO di Wolfenstein 3D.
Heineman ha continuato a progettare giochi alla Interplay, come The Bard's Tale III: Thief of Fate, Dragon Wars, Tass Times in Tonetown, Borrowed Time, Mindshadow e The Tracer Sanction. In seguito alla crescita dell'azienda, Heineman, desiderosa di tornare in un piccolo team, lasciò l'azienda nel 1995 e cofondò Logicware, dove ha lavorato come chief technology officer e lead programmer, supervisionando i lavori di conversione dell'azienda, che includevano Out of This World, Shattered Steel, Jazz Jackrabbit 2 e un porting cancellato di Half-Life per Mac OS.
Nel 1999, Heineman ha fondato Contraband Entertainment, svolgendo il ruolo di amministratore delegato. La società ha sviluppato diversi giochi originali e port su varie piattaforme per conto di altri sviluppatori. I progetti guidati da Heineman includono Myth III: The Wolf Age e Activision Anthology, un port Mac OS di Aliens vs. Predator, Baldur's Gate II e Heroes of Might and Magic IV. Durante questo periodo, ha anche svolto attività di consulenza per altre società: ha lavorato come "Senior Engineer III" per Electronic Arts, ha aggiornato il motore grafico per Barking Lizards Technologies e Ubisoft, ha ottimizzato il codice per Sensory Sweep Studios, ha lavorato come architetto software senior per Bloomberg LP e Amazon, ha lavorato come consulente sullo sviluppo di Xbox 360 per Microsoft e ha lavorato al codice del kernel per PlayStation Portable e PlayStation 4 presso Sony. Durante la sua permanenza ad Amazon, Heineman è stata anche la "Transgender Chair" del gruppo LGBTQ + di Amazon, noto come Glamazon.
Contraband fu liquidata nel 2013. Heineman ha successivamente fondato la società Olde Sküül, dove ricopre il ruolo di CEO, assieme a Jennell Jaquays, Maurine Starkey e Susan Manley.

## Vita privata
Intorno al 2003, a Heineman fu diagnosticata la disforia di genere. Iniziato il suo percorso di transizione da uomo a donna ha formalmente cambiato il suo nome in Rebecca Ann, da allora vive da lesbica. Ha cinque figli ed è sposata con Jennell Jaquays. Heineman vive a El Cerrito, in California, dove ha sede la Olde Sküül.

## Lavoro in comitati
Heineman fa parte del comitato consultivo del Video Game History Museum dal 2011 e fa parte del consiglio di amministrazione dell'organizzazione LGBTQ+ GLAAD.

## Riconoscimenti
Heineman è riconosciuta come la prima campionessa di un torneo di videogiochi di livello nazionale, per aver vinto il campionato nazionale americano di Space Invaders del 1980. Nel 2017 è diventata membro della International Video Game Hall of Fame.

## Giochi
- The Bard's Tale (1985)
- Borrowed Time (1985)
- Racing Destruction Set (1986, conversione Atari 8-bit)
- Tass Times in Tonetown (1986)
- The Bard's Tale III: Thief of Fate (1988)
- Neuromancer (1988)
- Crystal Quest (1989, conversione Apple IIGS)
- Dragon Wars (1989)
- Track Meet (1991)
- RPM Racing (1991)
- Another World (1992, conversione SNES)
- Rescue Rover (1993, conversione Apple IIGS)
- Interplay's 10 Year Anthology: Classic Collection (1993)
- Ultima I: The First Age of Darkness (1994, conversione Apple IIGS)
- Wolfenstein 3D (1995, conversioni Mac/3DO)
- Kingdom: The Far Reaches (1995)
- Killing Time (1996)
- Doom (1996, conversione 3DO)
- Defiance (1997)
- Tempest 2000 (1998, conversione Mac)
- Remington Top Shot: Interactive Target Shooting (1998)
- Redneck Rampage (1999, conversione Mac)
- Jazz Jackrabbit 2 (1999, conversione Mac)
- Galactic Patrol (1999, conversione Mac)
- Bugdom (1999)
- Myth III: The Wolf Age (2001)
- Baldur's Gate II: Shadows of Amn (2001, conversione Mac)
- Nanosaur Extreme (2002)
- Icewind Dale (2002, conversione Mac)
- Hexen II (2002, conversione Mac)
- Activision Anthology (2002)
- Medal of Honor: Rising Sun (2003)
- Pitfall: The Lost Expedition (2004)
- Medal of Honor: Pacific Assault (2004)
- GoldenEye: Rogue Agent (2004)
- Medal of Honor: European Assault (2005)
- Command & Conquer 3: Tiberium Wars (2007)
- Alvin and the Chipmunks (2007)
- Chip's Challenge (2015, riedizione Windows)